# Шхафит
Шхафи́т (адыг. Щхьэфит — «свободный») — микрорайон в Лазаревском районе «города-курорта Сочи» в Краснодарском крае. 

## География
Микрорайон (аул) находится на правом берегу реки Аше, выше курортного посёлка Аше. Расположен в 14 км к северу от районного центра — Лазаревское, в 80 км к северо-западу от Центрального Сочи и в 220 км к югу от города Краснодар (по дороге). Расстояние от аула до морского побережья составляет 3,5 км. 
Граничит с землями населённых пунктов: Аше на юге, Хатлапе на северо-востоке и Тихоновка на юго-востоке. Через аул проходит автодорога «03К-444». 
Шхафит расположен в предгорной зоне, на одном из передних планов южного склона Главного Кавказского хребта. Рельеф местности в основном гористая и холмистая. Между аулом и рекой Аше тянется узкая равнинная территория. Средние высоты на территории аула составляют около 75 метров над уровнем моря. Высшей точкой в окрестностях аула является гора Мизегух (562 м), расположенная к северу от населённого пункта. 
Гидрографическая сеть представлена в основном рекой Аше. В пределах аула в него впадают несколько родниковых рек. Через микрорайон проходит маршрут ведущая на водопады в верховьях реки Аше. 
Климат в ауле влажный субтропический. Среднегодовая температура воздуха составляет около +13,5°С, со средними температурами июля около +24,0°С, и средними температурами января около +6,0°С. Среднегодовое количество осадков составляет около 1400 мм. Основная часть осадков выпадает в зимний период. 

## Этимология
Название аула Шхафит в переводе с адыгского языка означает — «свободный», в дословном переводе — «вольные головой». 
Также часто употребляется иное название аула — Мухортова Поляна, по фамилии жившего здесь в конце XIX века русского полковника, которому был присвоен этот участок земли у левобережья реки Аше.

## История
До 1864 года долина реки Аше была плотно заселена одним из адыгских обществ — шапсугами. После завершения Кавказской войны практически всё уцелевшее местное население было депортировано в Османскую империю в ходе масштабного мухаджирства. 
Для полного вытеснения горцев, продолжавших скрываться в труднодоступной горно-лесистой местности, было направлено несколько батальонов, расквартированных небольшими отрядами в 16 пунктах побережья. 
Местом дислокации одной из таких частей стала долина реки Аше. Здесь, в 12 км от моря, на левом берегу реки до 1874 года размещалась рота 1-го Кавказского линейного батальона. Командир роты капитан А.Т. Мухортов приобрел земельный участок вблизи моря и устроил имение, получившее название «Мухортова Поляна». 
В конце XIX века военная русская администрация прекратила преследование продолжавших скрываться в горах адыгов и разрешило им осесть в горных районах Причерноморья. 
В 1920 году с установлением советской власти частновладельческий участок «Мухортова Поляна» перешел в государственный земельный фонд. 
В 1925 году по ходатайству Шапсугского ревкома, часть бывшего имения Мухортова (примерно 40 га) была передана в состав Шапсугского национального района, для организации нового переселенческого посёлка, получившего официальное название — «Шхафит» («Свободный»). 
Заселение Шхафита начали переселенцы из аулов Хаджико и Калеж в 1927 году. Среди первых поселенцев были семьи — Шхалаховых, Гвашевых, Схабо, Хейшхо, Сизо, Хушт, Тох и Тлиф. В 1930 году в ауле проживало 103 человека. 
В 1945 году с упразднением Шапсугского района, аул был передан в состав Лазаревского района, образованного на базе Шапсугского района.
10 февраля 1961 года аул Шхафит включён в состав города-курорта Сочи, с присвоением населённому пункту статуса внутригородского микрорайона. 

## Экономика
В 1961-1993 годах в ауле Шхафит находилось правление и центральная усадьба плодоовощного совхоза «Лазаревский», занимавшегося возделыванием фруктовых культур, винограда, овощей, чая, ореха-фундука, а также пчеловодством. 
В 1993 году на базе совхоза было организовано и ныне существует акционерное общество — «Шапсугский чай». В окрестностях аула разбиты чайные плантации, считающиеся самыми северными в мире. Функционирует чайная фабрика занимающаяся переработкой чайных листьев. 

## Достопримечательности
В ауле имеются сохранившиеся древние дольмены. Недалеко от аула на противоположном берегу реки расположен популярные у туристов — «Белые скалы». 

## Улицы
В микрорайоне всего одна улица — «Адыгейская» и два переулка — «1-й Адыгейский» и «2-й Адыгейский».